# Sisyrinchieae
Sisyrinchieae é uma tribo de plantas da subfamília Iridoideae da família Iridaceae que agrupa xx espécies de plantas perenes com distribuição no Novo Mundo.

## Descrição
As folhas das plantas são semelhantes às folhas das gramíneas, em forma de espada. As flores ocorrem agrupadas em inflorescências e contém seis tépalas que na maioria dos casos são idênticas, mas em alguns géneros como Libertia são desiguais.
Algumas espécies desta tribo são por vezes usadas como plantas ornamentais, mas não com muita frequência. Alguns deles estão em perigo de extinção e são endémicaa em regiões específicas. Muitos outros se naturalizaram, como algumas espécies de Sisyrinchium, em diferentes partes do Velho Mundo e em outros lugares.

## Géneros
- Diplarrena
- Libertia
- Olsynium
- Orthrosanthus
- Sisyrinchium
- Solenomelus
- Tapeinia

## Referâncias
1. ↑  Goldblatt, P. Phylogeny and Classification of Iridaceae. Annals of the Missouri Botanical Garden, Vol. 77, No. 4 (1990), pp. 607-627.
2. ↑  Goldblatt, P. 1991. An overview of the systematics, phylogeny and biology of the southern African Iridaceae. Contr. Bolus Herb. 13: 1–74.